# Гакунгу, Гичере
Гичере Гакунгу (англ. Gichere Gakungu; род. 1 января 1942) — кенийский боксёр, представитель полусредних весовых категорий. Выступал за национальную сборную Кении по боксу в первой половине 1960-х годов, участник Игр Содружества в Перте и летних Олимпийских игр в Токио.

## Биография
Гичере Гакунгу родился 1 января 1942 года.
Впервые заявил о себе в боксе на взрослом международном уровне в сезоне 1962 года, когда вошёл в основной состав кенийской национальной сборной и выступил на Играх Содружества в Перте, где на стадии четвертьфиналов первой полусредней весовой категории был остановлен англичанином Брайаном Брейжером.
Благодаря череде удачных выступлений удостоился права защищать честь страны на летних Олимпийских играх 1964 года в Токио — уже на предварительном этапе в 1/16 финала категории до 67 кг в своём стартовом поединке раздельным решением судей потерпел поражение от нигерийца Сикуру Алими и сразу же выбыл из борьбы за медали.
После токийской Олимпиады Гакунгу больше не показывал сколько-нибудь значимых результатов в боксе на международной арене.